# 엽상 종양
엽상 종양(葉狀腫瘍, 영어: phyllodes tumor)은 유방의 관주위 간질 및 상피 세포로부터 형성되는 드문 유형의 이상성 섬유상피 덩어리이다. 그들은 모든 유방 신생물의 1% 미만을 차지한다. 이름은 '잎'을 의미하는데, 조직학에서 엽상 종양의 특징인 독특한 유두돌기를 설명한다. 진단은 코어 바늘 생검을 통해 이루어지며 치료는 일반적으로 넓은 마진(>1 cm)을 둔 절제이다. 재발하는 경향이 있기 때문이다.
엽상 종양은 일반적으로 통증이 없는 단단하고 움직이며 만져질 수 있는 덩어리로 나타난다. 신체 검사에서 종괴는 크기에 따라 부드럽거나 결절성 질감을 보일 수 있다. 또한 더 큰 덩어리는 위에 있는 유방 조직을 늘려 유두 후퇴, 흉벽 고정, 진행된 경우 압력 괴사 로 인한 궤양을 유발할 수 있다.
엽상종양 발생의 병인은 잘 정의되어 있지 않다. 일부 이론은 유전적 원인을 제시하는 반면 다른 문헌은 호르몬 및 성장 인자 수용체, 세포 신호 전달 경로 및 세포 주기 마커의 관여를 지지한다.
방사선 촬영은 엽상 종양을 확인하기 위한 1차 검사이다. 빠르게 성장하고 위에 있는 유방 조직을 변형시키는 성향에도 불구하고, 엽상종양의 약 20%는 선별 유방촬영술에서 만져지지 않는 종괴로 나타날 수 있다. 엽상종양의 크기와 퍼짐을 평가하는 데 사용되는 다른 영상 도구로는 초음파 와 자기공명영상(MRI)이 있다. 이러한 영상 도구 중 어느 것도 양성 섬유선종과 엽상 종양을 구별하기 위한 결정적인 검사가 아니다. 엽상 종양은 신체검사 및 방사선학적 영상에서 다른 유방 종괴와 많은 중복되는 특징을 갖는 경향이 있기 때문에 조직학적으로만 진단할 수 있다. 바늘 생검은 엽상종양에 대한 결정적인 진단을 제공하는 데 사용되는 기본 도구이다. 다른 생검 기술에는 미세 바늘 흡인 및 절제 생검이 포함된다. 생검 후 임상의가 엽상 종양을 더 잘 등급화하고 분류하는 데 도움이 되는 조직학적 및 육안 검사가 수행된다.
엽상 종양에 대한 가장 보편적인 근치적 치료는 넓은 외과적 절제이다. 수술 외에 화학 요법과 방사선 요법이 효과가 입증되지 않았기 때문에 엽상 종양에 대한 확실한 치료법은 없다. 국소 재발 또는 전이 발생 위험은 종양의 조직학적 등급 및 유사분열 활성과 관련이 있다. 적절한 외과적 절제에도 불구하고, 엽상종양을 치료하기 위해 수행된 수술의 높은 비율은 추가적인 교정 수술이 필요한 불완전한 절제연을 보여준다.